# Paesia anfractuosa
Paesia anfractuosa là một loài thực vật có mạch trong họ Dennstaedtiaceae. Loài này được (H. Christ) C. Chr. miêu tả khoa học đầu tiên năm 1905.